# Microtropis microcarpa
Microtropis microcarpa är en benvedsväxtart som beskrevs av Wight. Microtropis microcarpa ingår i släktet Microtropis och familjen Celastraceae. Utöver nominatformen finns också underarten M. m. densiflora.